# Parlamentswahl in Ungarn 2010
- MSZP: 59
- Unabh.: 1
- LMP: 16
- Fidesz: 263
- Jobbik: 47

Die Parlamentswahl in Ungarn 2010 fand am 11. und 25. April statt. Es war die sechste Parlamentswahl seit dem Ende des Realsozialismus in Ungarn. Die Wahl erbrachte einen hohen Sieg des christlich-konservativen Wahlbündnisses Fidesz und Christlich-Demokratische Volkspartei (KDNP), das mit 263 von 386 Abgeordneten eine Zweidrittelmehrheit erreichte.

## Ausgangslage
Bei der Parlamentswahl 2006 wurde die regierende Koalition aus Ungarischer Sozialistische Partei (MSZP) und dem Bund Freier Demokraten (SZDSZ) unter Ministerpräsident Ferenc Gyurcsány bestätigt. Bereits kurz nach der Wahl gestand Gyurcsány in der sogenannten Őszöder Rede vor der sozialistischen Parlamentsfraktion in derber Sprache ein, man habe gelogen und in vier Jahren nichts erreicht. Die Regierung geriet in die Defensive, als die Rede im September 2006 bekannt wurde.
Der SZDSZ verließ die Regierung im April 2009, nachdem die der Partei angehörende Gesundheitsministerin Ágnes Horváth von Gyurcsány entlassen wurde. Gyurcsány regierte mit einer Minderheitsregierung weiter. Im März 2009 trat er zurück und wurde von Gordon Bajnai abgelöst, dessen Regierung Sozialisten und mehrere parteilose Minister angehörten.
Im Zuge der weltweiten Rezession geriet auch Ungarn ab Oktober 2008 in eine schwere Wirtschaftskrise und konnte nur mit einem Kredit des IWF vor dem Bankrott bewahrt werden, obwohl die Regierung nach einer Rekordneuverschuldung von 9,3 % des Bruttoinlandsprodukts im Jahr 2006 einen Sparkurs eingeleitet hatte.

## Kandidaturen
Der bisherige Ministerpräsident Gordon Bajnai kündigte an, nicht zur Wahl anzutreten. Für die regierende MSZP war Attila Mesterházy Kandidat für das Amt des Ministerpräsidenten. Für die rechtskonservative Fidesz trat der ehemalige Ministerpräsident Viktor Orbán an. Lajos Bokros war Spitzenkandidat für das bürgerliche MDF. Neu in das Parlament einziehen wollte die rechtsextreme Jobbik unter Gábor Vona sowie die grüne LMP, für die András Schiffer der Spitzenkandidat war. Die kommunistische MKMP Ungarns trat mit Gyula Thürmer an.
Der SZDSZ trat nach einem schlechten Ergebnis bei der Europawahl 2009 (2,2 %) und schlechten Umfragewerten nur mit einigen Direktkandidaten in einem Bündnis mit dem MDF an. Damit kooperierten die beiden prägenden Parteien des ersten frei gewählten ungarischen Parlaments nach der Wende 1989 erstmals. Im MDF führte die Zusammenarbeit zu großen Widerständen und Austritten aus der Partei.

## Wahlsystem
Die 386 Parlamentsmitglieder wurden nach einem Wahlsystem gewählt, das Wahlen in einzelnen Wahlkreisen und Wahlen von Parteien über Listen kombinierte. 176 Kandidaten wurden in Einerwahlkreisen gewählt. Falls kein Kandidat die absolute Mehrheit erreichte, fand ein zweiter Wahlgang statt. Bei Wahlbeteiligung unter 50 % durften alle Kandidaten des ersten Wahlgangs auch im zweiten Wahlgang antreten. Betrug die Wahlbeteiligung mehr als 50 %, durften die Kandidaten antreten, die mehr als 15 % der Wählerstimmen erhalten hatten, mindestens aber die stärksten drei Kandidaten. Im zweiten Wahlgang reichte die relative Mehrheit. Bis zu 152 Sitze im Parlament wurden über auf regionaler Ebene über Parteilisten gewählt. Die restlichen 58 Sitze zuzüglich einiger auf regionaler Ebene nicht besetzter Sitze wurden über nationale Listen als Ausgleichsmandate vergeben, die den Vorteil der in den Einerwahlkreisen besonders erfolgreichen Parteien abschwächten.
Die Legislaturperiode dauert vier Jahre.

## Wahlergebnis

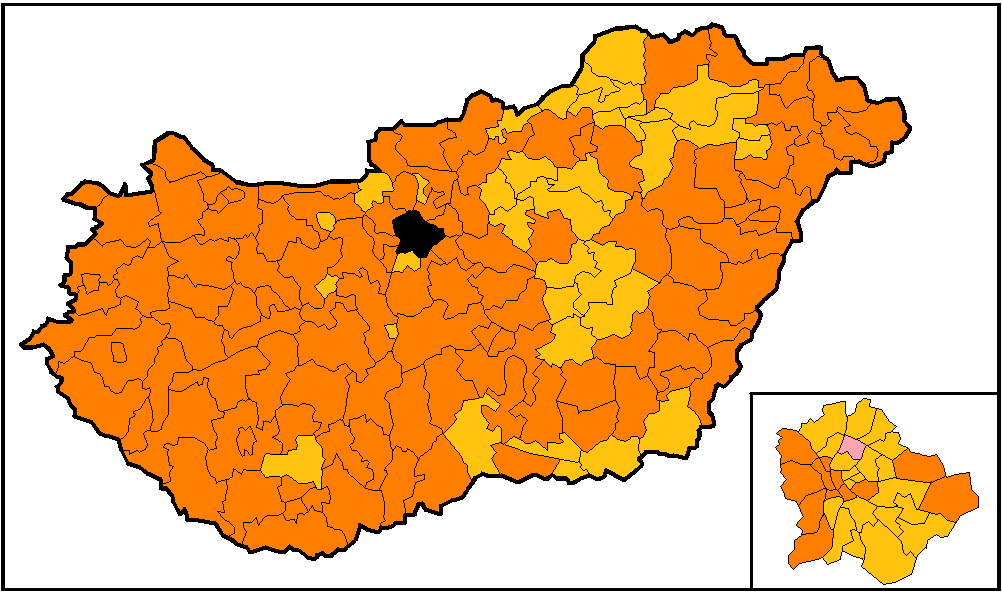
Mehrheiten in den Wahlkreisen in der ersten Runde:
absolute Mehrheit für Fidesz-KDNP
(119 Wahlkreise)
relative Mehrheit für Fidesz-KDNP
(56 Wahlkreise)
relative Mehrheit für die MSZP
(1 Wahlkreis)

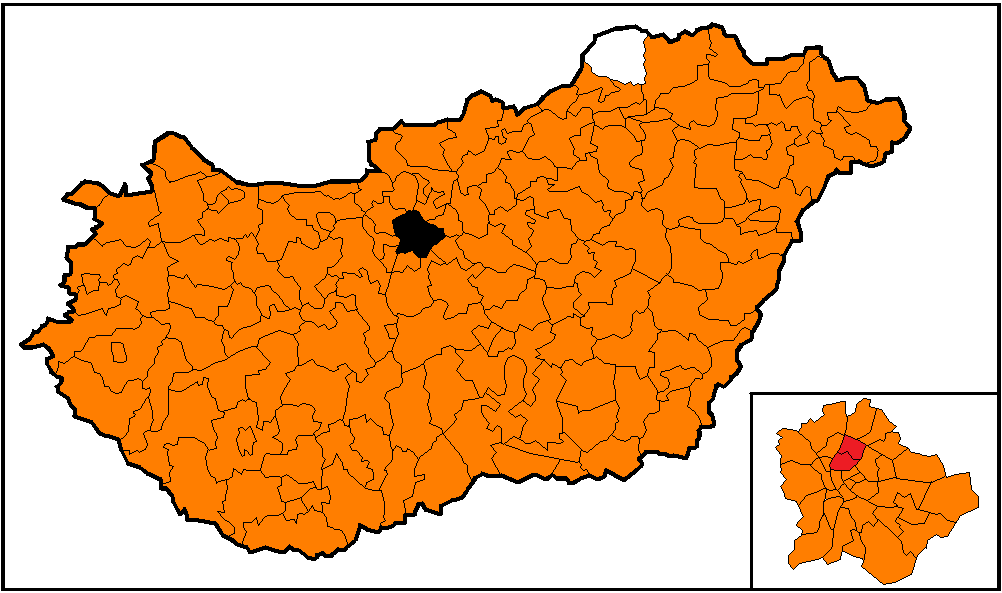
Mehrheiten in den Wahlkreisen nach der zweiten Runde:
durch Fidesz-KDNP gewonnene Wahlkreise (173)
durch die MSZP gewonnene Wahlkreise (2)
durch unabhängigen Kandidaten gewonnener Wahlkreis (1)

Fidesz-KDNP erreichte die absolute Mehrheit der Listenstimmen und im ersten Wahlgang in 119 Wahlkreisen die absolute Stimmenmehrheit. In den restlichen 57 Wahlkreisen wurde ein zweiter Wahlgang am 25. April nötig. Das Ergebnis nach dem zweiten Wahlgang.
|                        | Listenstimmen | Listenstimmen | Listenstimmen   | Wahlkreisstimmen | Wahlkreisstimmen | Wahlkreisstimmen | Wahlkreisstimmen | Wahlkreisstimmen | Wahlkreisstimmen | Wahlkreisstimmen | Wahlkreisstimmen | Aus- gleichs- man- date | Sitze insge- samt |
| 1. Wahlgang            | 1. Wahlgang   | 1. Wahlgang   | 1. Wahlgang     | 2. Wahlgang      | 2. Wahlgang      | 2. Wahlgang      | 2. Wahlgang      |                  |                  |                  |                  | Aus- gleichs- man- date | Sitze insge- samt |
| Anzahl/ Stimmen        | %             | Sitze         | Anzahl/ Stimmen | %                | Kandi- daten     | Sitze            | Anzahl/ Stimmen  | %                | Kandi- daten     | Sitze            |                  | Aus- gleichs- man- date | Sitze insge- samt |
| ---------------------- | ------------- | ------------- | --------------- | ---------------- | ---------------- | ---------------- | ---------------- | ---------------- | ---------------- | ---------------- | ---------------- | ----------------------- | ----------------- |
| Wahlberechtigte        | 8.034.394     |               |                 | 8.034.394        |                  |                  |                  | 2.486.111        |                  |                  |                  |                         |                   |
| Wähler/Wahlbeteiligung | 5.172.222     | 64,38         |                 | 5.172.222        | 64,38            |                  |                  | 1.160.117        | 46,66            |                  |                  |                         |                   |
| Gültige Stimmen        | 5.132.531     | 99,23         |                 | 5.114.570        | 98,89            |                  |                  | 1.152.693        | 99,36            |                  |                  |                         |                   |
|                        |               |               |                 |                  |                  |                  |                  |                  |                  |                  |                  |                         |                   |
| Fidesz-KDNP            | 2.706.292     | 52,73         | 87              | 2.743.626        | 53,64            | 176              | 119              | 629.028          | 54,57            | 57               | 54               | 3                       | 263               |
| MSZP                   | 990.428       | 19,30         | 28              | 1.088.374        | 21,28            | 176              |                  | 326.361          | 28,31            | 53               | 2                | 29                      | 59                |
| Jobbik                 | 855.436       | 16,67         | 26              | 836.774          | 16,36            | 176              |                  | 141.415          | 12,27            | 42               |                  | 21                      | 47                |
| LMP                    | 383.876       | 7,48          | 5               | 259.220          | 5,07             | 92               |                  | 43.437           | 3,77             | 13               |                  | 11                      | 16                |
| MDF                    | 136.895       | 2,67          |                 | 76.820           | 1,50             | 80               |                  |                  |                  |                  |                  |                         |                   |
| MDF-SZDSZ              |               |               |                 | 12.652           | 0,25             | 9                |                  |                  |                  |                  |                  |                         |                   |
| CM                     | 45.863        | 0,89          |                 | 34.938           | 0,68             | 24               |                  |                  |                  |                  |                  |                         |                   |
| Munkáspárt             | 5.606         | 0,11          |                 | 5.668            | 0,11             | 16               |                  |                  |                  |                  |                  |                         |                   |
| MSZDP                  | 4.117         | 0,08          |                 | 3.156            | 0,06             | 10               |                  |                  |                  |                  |                  |                         |                   |
| ÖP                     | 2.732         | 0,05          |                 | 3.422            | 0,07             | 5                |                  |                  |                  |                  |                  |                         |                   |
| MIÉP                   | 1.286         | 0,03          |                 | 2.345            | 0,05             | 8                |                  |                  |                  |                  |                  |                         |                   |
| Sonstige Parteien      |               |               |                 | 13.873           | 0,27             | 19               |                  |                  |                  |                  |                  |                         |                   |
| Parteilose             |               |               |                 | 33.702           | 0,66             | 19               |                  | 12.452           | 1,08             | 2                | 1                |                         | 1                 |
| Summe                  | 5.132.531     | 100           | 146             | 5.114.570        | 100              | 810              | 119              | 1.152.693        | 100              | 167              | 57               | 64                      | 386               |